# Scirpophaga occidentella
Scirpophaga occidentella là một loài bướm đêm trong họ Crambidae.